# Ontdekkingsreizen van A tot Z

## A
William Adams -
Gerónimo de Aguilar -
Thomas Aubert -
Alexander de Grote -
Juan Manuel de Ayala

## B
William Baffin -
Vasco Núñez de Balboa -
Willem Barentsz -
Heinrich Barth -
Ibn Battuta -
Nicolas Baudin -
Jérôme Becker -
Belgische Antarctische expeditie -
fabian gottlieb von bellingshausen -
Vitus Bering -
Adriaen Block -
Louis Antoine de Bougainville -
Edward Bransfield -
Pierre Savorgnan de Brazza -
Hendrik Brouwer -
Olivier Brunel -
Richard Francis Burton

## C
John Cabot -
Pedro Álvares Cabral -
Juan Rodríguez Cabrillo -
Diego Cão -
Jan Carstensz -
Cartografie -
Bartolomé de las Casas -
Frederick Catherwood  -
Jerofej Chabarov -
Adelbert von Chamisso -
Samuel de Champlain -
Christoffel Columbus -
Niccolò da Conti -
James Cook -
Francisco Vásquez de Coronado -
Hernán Cortés -
Pêro da Covilhã -
Thomas Crean

## D
Alexandra David-Néel -
Dejima -
Bartolomeu Dias -
Dinis Dias

## E
Pêro Escobar

## F
Percy Fawcett -
Matthew Flinders -
Floki Vilgerdarsson -
Henry Foster -
Simon Fraser -
Juan de Fuca

## G
Joeri Gagarin -
Vasco da Gama -
Pierre Gaultier de Varennes et de La Vérendrye -
Adrien de Gerlache -
Gaston de Gerlache -
Geschiedenis van de atlascartografie -
Gonzalo Guerrero -

## H
Johan Eilerts de Haan -
Hanno de Zeevaarder -
Ahmed Hassanein -
Sven Hedin -
Jacob van Heemskerck -
Thor Heyerdahl -
Cornelis de Houtman  -
Alexander von Humboldt -

## I
Gerasim Izmailov

## J
Willem Jansz -
Jermak

## K
Philip Parker King -
Otto von Kotzebue -
Adam Johann von Krusenstern -

## L
Lewis en Clark-expeditie -
De Liefde (galjoen) -
Lijst van bemande ruimtevluchten -
Lijst van Nederlandse ontdekkingsreizigers -
Lijst van ontdekkingsreizigers -
Lijst van ruimtevaarders -
David Livingstone -
André de Longjumeau

## M
Ferdinand Magellaan -
Jacob Mahu -
Jacob Le Maire -
fra Mauro -
Álvaro de Mendaña de Neira -
Archibald Menzies -
Gerard Mercator

## N
Nederlandse ontdekkingsreizen -
Nieuwe Wereld -
Olivier van Noort -
Adolf Erik Nordenskiöld -
Fernando de Noronha (persoon)

## O
Odoric van Pordenone -
Alonso de Ojeda -
Ontdekkingsreizen -
Ontdekkingsreiziger

## P
Duarte Pacheco Pereira -
Mungo Park -
François Pelsaert -
Johannes van Pian del Carpine -
Antonio Pigafetta -
Vicente Yáñez Pinzón -
Tomé Pires -
Francisco Pizarro -
Fernão do Pó -
Marco Polo -
Odoric van Pordenone- 
Gavriil Pribylov -
Nikolaj Przjevalski
Pytheas van Marseille

## R
Krishna Singh Rawat -
Nain Singh Rawat -
Johannes Rebmann -
Matteo Ricci -
Ferdinand von Richthofen -
Jan van Riebeeck -
Jan Corneliszoon Rijp -
Jacob Roggeveen -
Eric von Rosen
James Clark Ross -
John Ross -
Willem van Rubroeck -

## S
João de Santarém -
Robert Schomburgk -
Willem Cornelisz Schouten -
Alexander Selkirk -
Ernest Shackleton -
Alan Shepard -
Pedro de Sintra -
Jedediah Smith -
John Smith -
John Hanning Speke -
Stroganov -
Charles Sturt -
Peter Stuyvesant

## T
Abel Tasman -
Wilfred Thesiger -
François Thijssen -
Alexine Tinne

## U
Andrés de Urdaneta

## V
- Giovanni da Verrazzano

Verdrag van Tordesillas -
Verdrag van Zaragoza -
Vereenigde Oostindische Compagnie -
Giovanni da Verrazzano -
Amerigo Vespucci -
Willem de Vlamingh -
Maarten Gerritsz. de Vries

## W
Alexander Wollaston -
Robert de Wavrin - 
West-Indische Compagnie -
Jacob Weyland -
Charles Wilkes -

## Y
Francis Younghusband

## Z
Zheng He